# José Coronel Urtecho
José Coronel Urtecho (Granada, Nicaragua, 28 de febrero de 1906-Los Chiles, Costa Rica, 19 de marzo de 1994) fue un poeta, traductor, ensayista, crítico, orador, dramaturgo, diplomático, historiador y fundador del movimiento literario de Vanguardia nicaragüense, junto con Joaquín Pasos y Pablo Antonio Cuadra, entre otros quienes se fueron sumando con el tiempo.

## Infancia y juventud
Hijo de Blanca Urtecho Avilés y Manuel Coronel Matus. Creció en el ambiente de una familia materna acomodada, religiosa, educados en Europa y en Estados Unidos, de larga filiación y tradición conservadora contraria a los principios liberales, laicos y revolucionarios de su padre. Esa oposición lo marcó durante el resto de su vida.
En los años siguientes a la muerte de su padre fue el primer alumno inscrito en el Colegio Centro América del Sagrado Corazón de Jesús también conocido como Colegio Centro América, de la orden de los jesuitas, fundado a orillas del Lago de Nicaragua, en tierras donadas por su madre. Los padres jesuitas con los que hizo la primaria y secundaria fueron sus mentores y promotores intelectuales. Fue bajo la tutela del poeta y padre Ángel Martínez Baigorri que se orientó hacia la poesía. Sus primeros escritos se caracterizaron por una prosa elaborada, de lucidez intelectual y una poesía infantil más religiosa que publicó en revistas estudiantiles que fundó, cofundó y dirigió junto con grupos literarios que también promovió entre sus compañeros.
Al terminar sus estudios secundarios en 1924 viajó con su madre y su hermana “Lola” a San Francisco, California, en donde descubrió la literatura estadounidense y su pasión por Edgar Allan Poe, Ezra Pound, T. S. Eliot y Walt Whitman, y sentó en ellos las bases de su poesía y su prosa. Años más tarde tradujo a varios de estos en la antología de la poesía norteamericana que publicó con su sobrino Ernesto Cardenal.

## Fundación del Movimiento de Vanguardia
En 1927 regresó a Nicaragua y publicó varios artículos de crítica literaria entre ellos su poema “Oda a Rubén Darío”, con el cual separó su obra de la influencia dariana. Marcó el fin de casi medio siglo de modernismo en la poesía regional y abrió paso a la nueva influencia vanguardista en Centroamérica.
En 1931 con un grupo de jóvenes poetas con los que organizó el Movimiento de Vanguardia proclamó poemas desde el campanario de la iglesia de La Merced, en Granada.

En 1949 José Coronel Urtecho, mi maestro y maestro de varias generaciones en Nicaragua, publicó una magníficaantología de poesía norteamericana acompañada de un estudio (Panorama y Antología de la poesía norteamericana. Seminario de Problemas Hispanoamericanos. Madrid, 1949).Algún tiempo después me propuso que hiciéramos una nueva antología entre los dos, más grande y más completa. Trabajamos varios años en ella, y el resultado de esa colaboración fue una antología de quinientas páginas que fue publicada por la editorial Aguilar de Madrid, en 1963, y que ahora, después de mucho tiempo en que estuvo fuera de circulación, estoy dando a publicar nuevamente en Venezuela, agregándole nuevos poemas que a través de los años habíamos seguido traduciendo nosotros dos. Aquí se incluyen las estupendas traducciones que Coronel había hecho en su primera antología, muchas otras que hizo después, muchas traducciones mías y otras que hicimos entre los dos.
Ernesto Cardenal

El poeta nicaragüense Carlos Martínez Rivas consideró a Coronel como "maestro de varias generaciones literarias" y como un "hombre intenso, ameno, irónico, chispeante e incansable orador".

## Vida y obra
Coronel Urtecho estuvo activo políticamente. La dualidad de su infancia se reprodujo en una militancia adulta que osciló entre un extremo y el otro, lo que le valió críticas. Entre 1933 y 1936 participó en el llamado movimiento político "Reaccionario", una extensión creada desde el diario "La Reacción", fundado por él. Fue desde allí que siguió la candidatura del general Anastasio Somoza García. En carta pública pidió la presidencia vitalicia del que fue fundador de una dictadura militar y familiar que gobernó a Nicaragua por más de cuatro décadas. Sus acciones le valieron una carrera política en el gobierno de Somoza que lo llevó al Congreso, a cargos de gobierno y a la diplomacia. Fue durante su periodo como diplomático que viajó en 1948 a Nueva York y luego a Madrid, donde estableció una larga amistad con el poeta Luis Rosales y varios poetas de la"Generación del 36".
En 1959 dejó la política y regresó a Nicaragua. Se estableció en un rincón de la selva tropical donde adquirió con su esposa, María Kautz Gross, un terreno en el lado costarricense del río San Juan. Construyeron juntos su finca "Las Brisas", sitio en el que se retiró y se dedicó a la escritura, la lectura, la reflexión y el encuentro con personalidades de la cultura, la literatura y la política de América Latina y del mundo. En esta época reeditó "Rápido Tránsito. Al ritmo de Norteamérica" y publicó dos tomos de sus "Reflexiones sobre las historia de Nicaragua" y "La Familia Zavala y la política del comercio en Centroamérica". Escribió y reunió lo más importante de su poesía y publicó su primera antología personal, "Pol-la D'Ananta, Katanta, Paranta" y, poco más tarde, la "Pequeña Biografía de Mi Mujer".
En sus años de silencio y reflexión política se interesó por el movimiento guerrillero Frente Sandinista de Liberación Nacional (FSLN), que se armaba clandestinamente para derrocar al tercero de los Somoza. En 1974, bajo el gobierno de Anastasio Somoza Debayle, escribió "Tres Conferencias a la Empresa Privada" para un encuentro con empresarios nicaragüenses en la Universidad Centroamericana. Cuando viajó a la capital para presentar las conferencias, el ideólogo y fundador del FSLN, Carlos Fonseca Amador, lo secuestró para un encuentro clandestino que una década después Coronel Urtecho publicó bajo el título de "Conversación con Carlos".
Coronel fue uno de los principales entusiastas del triunfo de la Revolución Sandinista en 1979. Escribió la obra "Paneles de Infierno", que según Stephen White es "un poema largo escrito en febrero de 1980 (o sea, unos seis meses después de la caída de la dictadura somocista) en el que utiliza la intertextualidad como un arma literaria".

## Muerte
Cuando su esposa María Kautz murió de cáncer en 1992, Coronel Urtecho sufrió un acelerado deterioro físico y emocional hasta su muerte el 19 de marzo de 1994.
Fue enterrado junto a su esposa en el cementerio local de la pequeña localidad rural de Los Chiles de Alajuela, Costa Rica, vecina a la hacienda en la que pasó con su esposa los últimos 30 años de vida.
La biblioteca de la Universidad Centroamericana (UCA) en Managua lleva su nombre.

## Publicaciones
Poesía.
- Pol-la D'Ananta, Katanta, Paranta (1970, 1989, 1993)
- Paneles de infierno (1981)
- Conversación con Carlos (1986)

Teatro.
- Chinfonía burguesa (1957)

Novelas
- Narciso (1938)
- La muerte del hombre símbolo (1938)

Ensayos
- Rápido tránsito (1953, 1959)
- Reflexiones sobre la historia de Nicaragua (De Gainza a Somoza) (1962)
- La familia Zavala y la política del comercio en Centroamérica (1971)
- Tres conferencias a la empresa privada (1974)
- Prosa reunida (1988)
- Líneas para un boceto de Claribel Alegría (1989).

Antología
- Panorama y antología de la poesía norteamericana (1948)
- Antología de la poesía norteamericana (1963, en colaboración con Ernesto Cardenal).